# 持明院基春
持明院基春（じみょういん もとはる、享徳2年（1453年） - 天文4年（1535年）7月26日）は、室町時代中期の公卿。
書を世尊寺行高に学び、持明院流書道の祖となった。

## 官歴
- 文明元年（1469年）：従五位下、侍従
- 文明12年（1480年）：従五位上、左近衛権少将
- 文明15年（1483年）：正五位下
- 文明18年（1486年）：従四位下
- 文明19年（1487年）：権中将
- 長享2年（1488年）：従四位上
- 明応2年（1493年）：正四位下、周防介
- 明応6年（1497年）：従三位
- 明応7年（1498年）：右兵衛督
- 文亀3年（1503年）：正三位、参議
- 永正4年（1507年）：左衛門督

## 系譜
- 父：持明院基信
- 子：持明院基規